# الحمراء (مدغل الجدعان)

تعديل مصدري - تعديل

الحمراء هي إحدى قرى عزلة مدغل الجدعان بمديرية مدغل الجدعان التابعة لمحافظة مأرب، بلغ تعداد سكانها 217 نسمة حسب تعداد اليمن لعام 2004.